# Golf Abbaye de Sept Fontaines
Pour les articles homonymes, voir Sept Fontaines (homonymie).
Ne doit pas être confondu avec le Golf de Sept Fontaines, en Belgique.
Le Golf de l'Abbaye de Sept Fontaines est à Fagnon, commune française située dans le département des Ardennes, en France.

## Description
Le parcours est au sein du parc d'une soixantaine d'hectares d'une ancienne abbaye. Cet édifice est situé dans le haut du parc, aujourd'hui hôtel et restaurant gastronomique, agrémenté d'un clubhouse. Cet ancien lieu monastique, monument historique et désormais hôtel, a vu passer des visiteurs illustres dans les dernières décennies, stars de la chanson, de la musique, humoristes, mais aussi hommes politiques, dont Nicolas Sarkozy et François Fillon. Le parc est agrémenté d'arbres centenaires et a gardé de son passé un caractère paisible, qualifié également de romantique par la direction du golf, avec quelques arguments.
Le parcours est dessiné entre val et forêt. C'est un parcours de 18 trous, par 72, longueur 5 498 m. Il a été conçu initialement en 1989 par deux architectes spécialisés, le baron Paul Rolin et Jean-Claude Cornillot. Montées, descentes, bunkers, larges greens, etc.. Il s'adresse théoriquement à des joueurs de tous niveaux, mais comporte de nombreux dogs-legs.

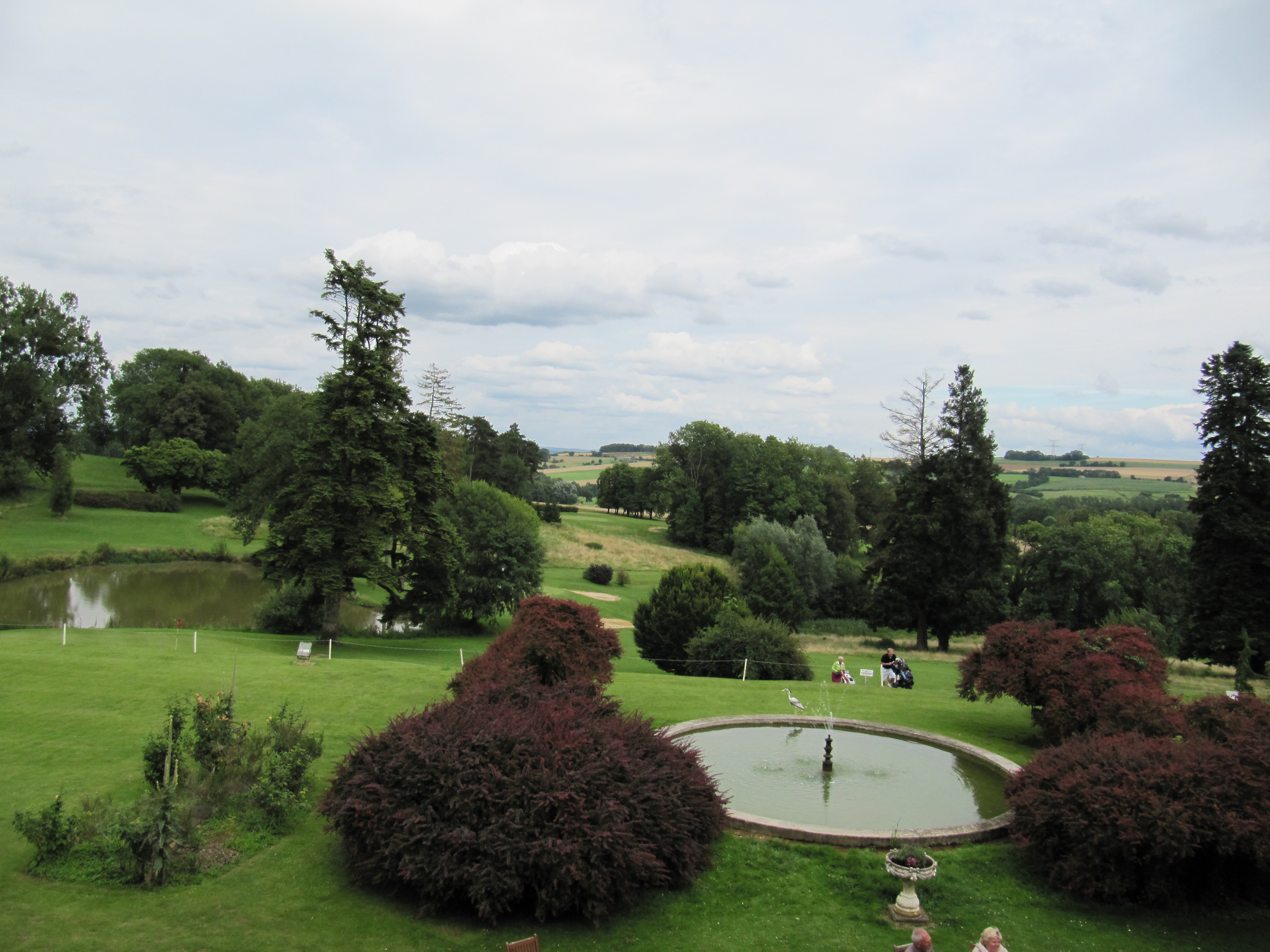
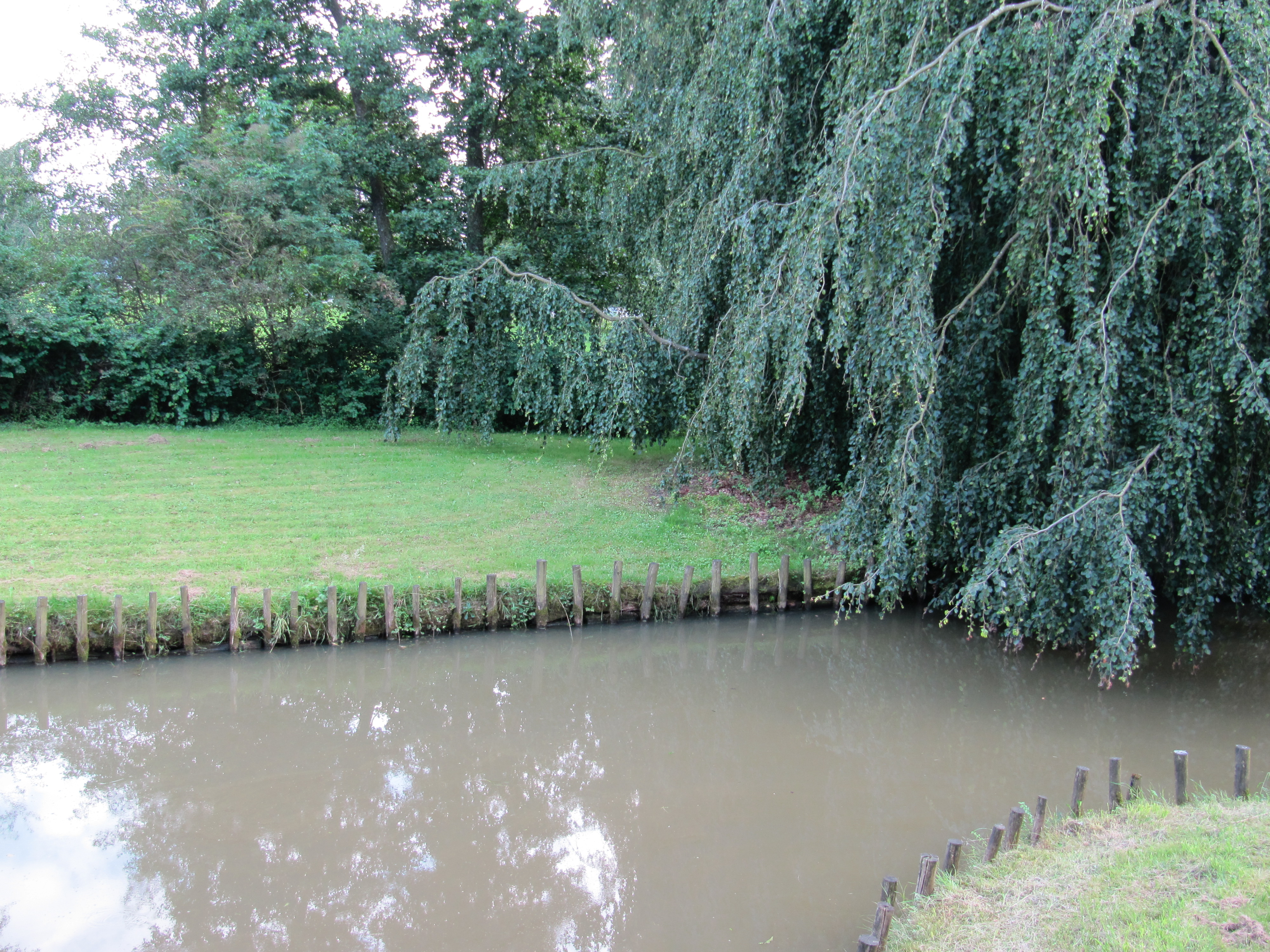
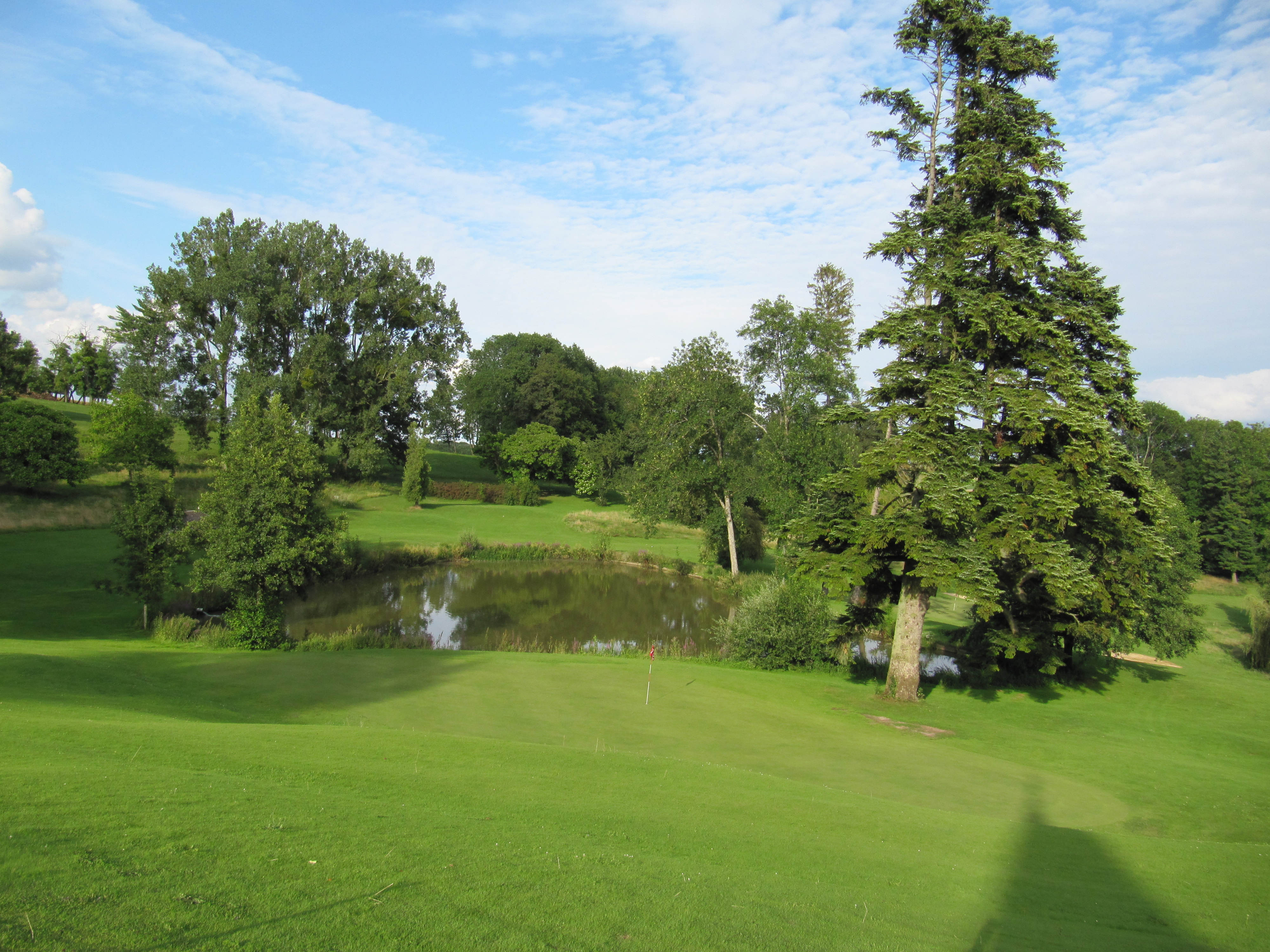